# 大谷探险队

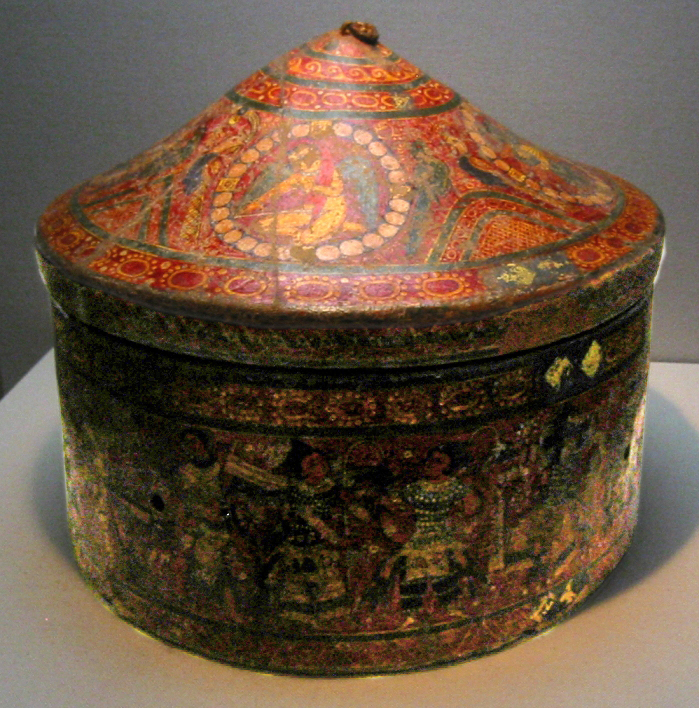
苏巴什佛寺遗址出土龟兹乐舞图舍利盒，由第一次大谷探险队取得，藏东京国立博物馆

大谷探险队（日语：／），1902年至1914年间日本净土真宗本愿寺派第22代法主大谷光瑞策划并资助的三次对中亚和中国西部的学术探险队，探险队在中国西部的绿洲古城遗址和墓葬遗址进行考古发掘，并收集了大量的考古资料。探险队的收获是在“丝绸之路”研究中的重要考古资料。

## 文物收藏
三次探险收集的文物主要存放在大谷光瑞在神户郊外的别墅二乐庄，部分寄存在帝国京都博物馆（今京都國立博物館）。1914年5月，大谷光瑞因故引咎退位，辞去法主职务，其藏品随之分散，一部分随二乐庄卖给久原房之助，再被久原寄赠给朝鲜总督府博物馆，日本投降后归韩国国立中央博物馆；大谷光瑞于1915年定居辽宁大连，大部分收集品随后直到1916年被运到旅顺，后寄存关东厅博物馆，日本投降后归旅顺博物馆。另有一些藏品被西本愿寺附属大学（现龙谷大学）、天理大学附属天理参考馆等机构收藏。